# Carlo Alzona
Pour l’article homonyme, voir Encarnación Alzona.
Carlo Alzona est un médecin, un entomologiste et un malacologiste italien, né le 26 mai 1881 à Turin et mort le 14 mai 1961 à Gênes.

## Biographie
Carlo Alzona dirige le Muséum de Gênes de 1947 à 1955. Il se spécialise notamment sur les coléoptères.